# Comme il vous plaira (film, 2006)
Pour les articles homonymes, voir As You Like It et Comme il vous plaira (homonymie).
Pour plus de détails, voir Fiche technique et Distribution.
Comme il vous plaira (As You Like It) est un film américano-britannique réalisé par Kenneth Branagh et sorti en 2006.
Il s'agit d'une adaptation de la pièce de théâtre du même nom de William Shakespeare. C'est la 5e fois que Kenneth Branagh transpose une œuvre du dramaturge, après Henry V (1989), Beaucoup de bruit pour rien (1993), Hamlet (1996) et Peines d'amour perdues (2000).

## Fiche technique
Sauf indication contraire, les informations mentionnées dans cette section peuvent être confirmées par la base de données cinématographiques IMDb,  présente dans la section « Liens externes ».
- Titre français : Comme il vous plaira
- Titre original : As You Like It
- Réalisation : Kenneth Branagh
- Scénario : Kenneth Branagh, d'après la pièce Comme il vous plaira de William Shakespeare
- Musique : Patrick Doyle
- Photographie : Roger Lanser
- Montage : Neil Farrell
- Décors : Tim Harvey
- Costumes : Susannah Buxton
- Production : Kenneth Branagh, Judy Hofflund et Simon Moseley
- Société de production : BBC Films,HBO Films et Shakespeare Film Company
- Pays de production :  États-Unis,  Royaume-Uni
- Langue originale : anglais
- Format : Couleurs - 1,78:1 - Dolby Digital - 35 mm
- Genre : comédie romantique
- Durée : 127 minutes
- Dates de sortie[1] :
  - Italie : 1er septembre 2006
  - États-Unis : 21 août 2007 (1re diffusion TV)
  - Royaume-Uni : 21 septembre 2007
  - France : 12 juillet 2018

## Distribution
- Takuya Shimada : Geisha
- Brian Blessed : Duc âgé / Duc Frederick
- Richard Clifford : Le Beau
- Bryce Dallas Howard (VF : Claire Guyot) : Rosalind
- Patrick Doyle : Amiens
- Romola Garai (VF : Chloé Berthier) : Celia
- Adrian Lester (VF : Philippe Valmont) : Oliver De Boys
- Alfred Molina : Touchstone
- Kevin Kline : Jaques
- Janet McTeer : Audrey
- Gerard Horan : Denis
- David Oyelowo (VF : Nessym Guétat) : Orlando De Boys
- Richard Briers : Adam
- Nobuyuki Takano : Charles
- Paul Chan : William
- Alex Wyndham : Silvius
- Jimmy Yuill : Corin
- Jade Jefferies : Phoebe
- Jotham Annan (VF : Stéphane Pouplard) : Jaques de Boys

 Source et légende : version française (VF) sur RS Doublage et selon le carton de doublage

## Distinctions
- 2008 : Bryce Dallas Howard est nommée au Golden Globe de la meilleure actrice.
- 2008 : Kevin Kline remporte le Screen Actors Guild Awards du meilleur acteur.